# Kościół św. Michała Archanioła w Miączynie
Kościół św. Michała Archanioła w Miączynie – rzymskokatolicki kościół w Miączynie, w przeszłości cerkiew unicka, a następnie prawosławna.

## Historia
Unicka cerkiew św. Michała Archanioła w Miączynie została wzniesiona w 1824 z fundacji Jana Węgleńskiego z cegły, w stylu łączącym elementy klasycystyczne i neogotyckie. W 1875, po likwidacji unickiej diecezji chełmskiej, świątynię przejął Rosyjski Kościół Prawosławny. W 1909 świątynia była remontowana. W 1918 budynek został zrewindykowany na rzecz Kościoła rzymskokatolickiego i powtórnie poświęcony. Do 1977 był to kościół filialny, a od wymienionego roku – parafialny. W 1950 we wnętrzu budynku został wzniesiony chór, do kościoła wstawiono organy, zaś w 1975 cała elewacja świątyni została przemalowana farbą emulsyjną.

## Architektura
Cały obiekt wzniesiony jest na planie prostokąta, orientowany. Jedyna nawa kościoła ma dwa przęsła, prezbiterium – jedno. Pod chórem muzycznym znajduje się kruchta. W świątyni znajduje się pozorne sklepienie kolebkowe, zaś na terenie zakrystii – dwuprzęsłowe sklepienie żaglaste, w innych pomieszczeniach – strop. Wejście do świątyni mieści się w elewacji zachodniej, w wysokiej wnęce ostrołukowej. W górnej części fasady znajduje się wieżyczka dobudowana prawdopodobnie w czasie remontu w 1909. 

## Wyposażenie
Ołtarz główny w świątyni wykonany jest w stylu klasycystycznym, pochodzi prawdopodobnie z okresu, w którym powstała cała świątynia. Ok. 1960 zostały do niego wstawione kopia Obrazu Matki Boskiej Częstochowskiej i obraz św. Michała Archanioła. Dwa ołtarze boczne w kościele reprezentują mieszany styl neogotycko-klasycystyczny i są młodsze od ołtarza głównego. W łuku tęczowym znajduje się krucyfiks z I poł. XIX w., w zakrystii przechowywany jest obraz Matki Boskiej z tego samego okresu.